# Gehyra lacerata
Espèce
Synonymes
- Peropus laceratus Taylor 1962

Gehyra lacerata est une espèce de geckos de la famille des Gekkonidae.

## Répartition
Cette espèce se rencontre en Thaïlande et au Viêt Nam.

## Publication originale
- Taylor, 1962 : New oriental reptiles. University of Kansas science bulletin, vol. 43, n. 7, p. 209-263 (texte intégral).